# Bresegard bei Eldena
Bresegard bei Eldena – miejscowość i gmina w Niemczech, w kraju związkowym Meklemburgia-Pomorze Przednie, w powiecie Ludwigslust-Parchim, wchodząca w skład Związku Gmin Ludwigslust-Land. "bei Eldena" znaczy "koło Eldeny", obowiązuje od 1995 dla odróżnienia od Bresegard bei Picher.